# Hughenden Valley
Hughenden Valley è un villaggio e parrocchia civile dell'Inghilterra, appartenente alla contea del Buckinghamshire.

## Monumenti e luoghi d'interesse

### Architetture civili
- Hughenden Manor, residenza in stile vittoriano appartenuta a Benjamin Disraeli[1][2]